# Fußball-Europameisterschaft der Frauen 2017
Die Fußball-Europameisterschaft der Frauen 2017 (englisch UEFA Women’s Euro 2017) war die zwölfte Ausspielung der europäischen Kontinentalmeisterschaft im Frauenfußball. Das Turnier fand vom 16. Juli bis 6. August 2017 in den Niederlanden statt und wurde erstmals mit 16 Mannschaften ausgetragen. Titelverteidiger war Deutschland, das 2013 zum sechsten Mal hintereinander Europameister geworden war.
Gastgeber Niederlande gewannen das Turnier und wurden somit Europameister.

## Vergabe
Sieben Länder hatten ihr Interesse an der Ausrichtung der Europameisterschaft 2017 bekannt gegeben. Die Bewerbungen kamen aus Österreich, Frankreich, Israel, den Niederlanden, Polen, Schottland und der Schweiz. Keines dieser Länder hatte je eine Fußball-Europameisterschaft der Frauen ausgerichtet. Die Niederlande hatten sich vergeblich für die Turniere 2009 und 2013 beworben, während sich die Schweiz und Polen um die EM-Endrunde 2013 bemühten. Nur Frankreich und die Niederlande hatten bislang schon an einer EM-Endrunde teilgenommen. Die Bewerbungen mussten bis zum 10. Oktober 2014 bei der UEFA eingereicht werden. Am 4. Dezember 2014 erhielten die Niederlande den Zuschlag.

## Spielorte
| Breda |

| Deventer |

| Doetinchem |

| Enschede |

| Rotterdam |

| Tilburg |

| Utrecht |

| Breda |

| Deventer |

| Doetinchem |

| Enschede |

| Rotterdam |

| Tilburg |

| Utrecht |

## Qualifikation
47 Nationen, darunter erstmals Andorra, nahmen an der Qualifikation teil. Diese lief über drei Runden. In der ersten traten die acht schwächeren Mannschaften in zwei Gruppen gegeneinander an. Die Auslosung dafür erfolgte am 19. Januar 2015 in Nyon. Die Spiele fanden zwischen dem 4. und 9. April 2015 statt. Am 20. April 2015 wurde dann in Nyon die zweite Runde ausgelost. Die Spiele fanden vom 14. September 2015 bis 20. September 2016 statt. Die Auslosung der Play-off-Runde erfolgte am 23. September 2016 in Nyon. Die Play-offs fanden am 21. und 25. Oktober 2016 statt.
Die Auslosung der Endrunde fand am 8. November 2016 im Luxor Theater in Rotterdam statt. Die Niederlande als Gastgeber wurden als Gruppenkopf der Gruppe A gesetzt. Die übrigen Mannschaften wurden aufgrund des UEFA-Koeffizienten in vier Töpfe eingeteilt. Jeder Gruppe wurde anschließend eine Mannschaft aus jedem Topf zugelost.
- Topf 1: Deutschland, Frankreich, England
- Topf 2: Norwegen, Schweden, Spanien, Schweiz
- Topf 3: Italien, Island, Schottland, Dänemark
- Topf 4: Österreich, Belgien, Russland, Portugal

Die Auslosung ergab die folgenden Gruppen:
| Gruppe A    | Gruppe B    | Gruppe C   | Gruppe D   |
| ----------- | ----------- | ---------- | ---------- |
| Niederlande | Deutschland | Frankreich | England    |
| Norwegen    | Schweden    | Island     | Schottland |
| Dänemark    | Italien     | Österreich | Spanien    |
| Belgien     | Russland    | Schweiz    | Portugal   |

## Modus
Die UEFA hat auch bei diesem Turnier den Test von Regelneuerungen fortgeführt. Zum einen durften die Teams im Falle, dass ein Spiel in die Verlängerung geht, darin eine vierte Auswechslung vornehmen. Zudem durften Mannschaftsoffizielle bei Gelben und Roten Karten Einspruch in der technischen Zone erheben.
Wenn in der Endrunde zwei oder mehr Mannschaften einer Gruppe nach Abschluss der Gruppenspiele die gleiche Anzahl Punkte aufwiesen, wurde die Platzierung nach folgenden Kriterien in dieser Reihenfolge ermittelt:
a. höhere Punktzahl aus den Direktbegegnungen der betreffenden Mannschaften;
b. bessere Tordifferenz aus den Direktbegegnungen der betreffenden Mannschaften;
c. größere Anzahl erzielter Tore aus den Direktbegegnungen der betreffenden Mannschaften;
d. wenn nach der Anwendung der Kriterien a) bis c) immer noch mehrere Mannschaften denselben Platz belegen, werden die Kriterien a) bis c) erneut angewendet, jedoch ausschließlich auf die Direktbegegnungen der betreffenden Mannschaften, um deren definitive Platzierung zu bestimmen. Führt dieses Vorgehen keine Entscheidung herbei, werden die Kriterien e) bis h) angewendet;
e. bessere Tordifferenz aus allen Gruppenspielen;
f. größere Anzahl erzielter Tore aus allen Gruppenspielen;
g. geringere Gesamtzahl an Strafpunkten auf der Grundlage der in allen Gruppenspielen erhaltenen gelben und roten Karten (rote Karte = 3 Punkte, gelbe Karte = 1 Punkt, Platzverweis nach zwei gelben Karten in einem Spiel = 3 Punkte);
h. Platzierung in der UEFA-Frauen-Nationalmannschafts-Koeffizientenrangliste, die für die Auslosung der Endrunde verwendet wurde.
Trafen zwei Mannschaften im letzten Gruppenspiel aufeinander, die dieselbe Anzahl Punkte, die gleiche Tordifferenz und dieselbe Anzahl Tore aufwiesen, und endete das betreffende Spiel unentschieden, wurde ihre endgültige Platzierung durch Elfmeterschießen ermittelt, vorausgesetzt, dass keine andere Mannschaft derselben Gruppe nach Abschluss der Gruppenspiele dieselbe Anzahl Punkte hatte. Hatten mehr als zwei Mannschaften dieselbe Anzahl Punkte, fanden die oben genannten Kriterien Anwendung. Diese Regel wurde nur dann angewendet, wenn die Platzierung der Mannschaften für die Bestimmung der Viertelfinalbegegnungen ausschlaggebend war.

## Vorrunde
Der Spielplan wurde am 23. September 2015 bekanntgegeben; die Auslosung der Vorrundengruppen erfolgte am 8. November 2016 in Rotterdam. Das Eröffnungsspiel fand am 16. Juli 2017 in Utrecht, das Finale fand am 6. August 2017 in Enschede statt. Nur jeweils die Ersten und Zweiten jeder Gruppe erreichten die Finalrunde.

### Gruppe A

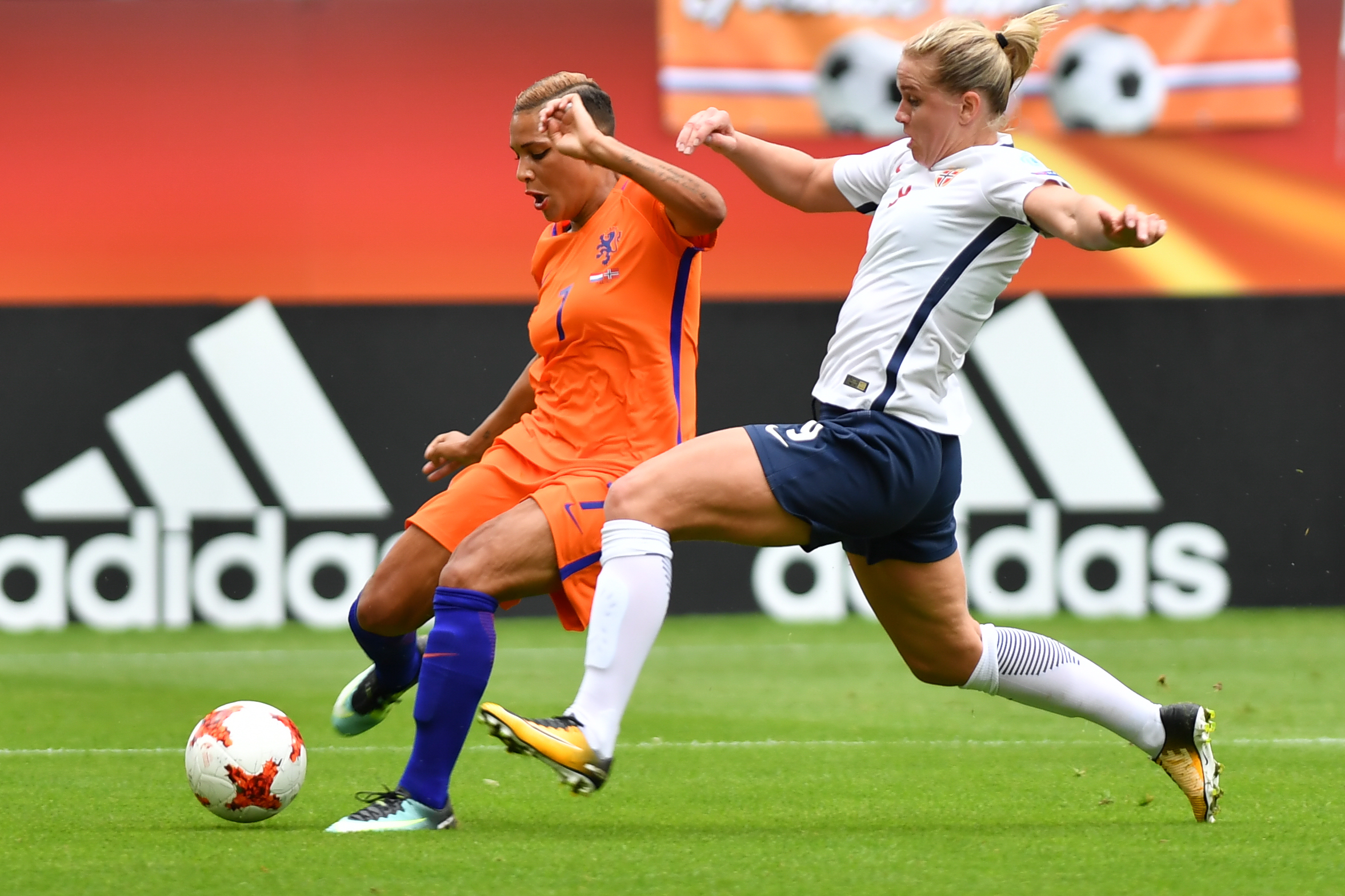
Shanice van de Sanden (NED) und Elise Thorsnes (NOR) beim Eröffnungsspiel

| Pl. | Land        | Sp. | S | U | N | Tore    | Diff. | Punkte |
| --- | ----------- | --- | - | - | - | ------- | ----- | ------ |
| 1.  | Niederlande | 3   | 3 | 0 | 0 | 004:100 | +3    | 09     |
| 2.  | Dänemark    | 3   | 2 | 0 | 1 | 002:100 | +1    | 06     |
| 3.  | Belgien     | 3   | 1 | 0 | 2 | 003:300 | ±0    | 03     |
| 4.  | Norwegen    | 3   | 0 | 0 | 3 | 000:400 | −4    | 0      |

|                                                     |   |             |           |
| Sonntag, 16. Juli 2017 um 18:00 Uhr in Utrecht      |   |             |           |
| Niederlande                                         | – | Norwegen    | 1:0 (0:0) |
| Sonntag, 16. Juli 2017 um 20:45 Uhr in Doetinchem   |   |             |           |
| Dänemark                                            | – | Belgien     | 1:0 (1:0) |
| Donnerstag, 20. Juli 2017 um 18:00 Uhr in Breda     |   |             |           |
| Norwegen                                            | – | Belgien     | 0:2 (0:0) |
| Donnerstag, 20. Juli 2017 um 20:45 Uhr in Rotterdam |   |             |           |
| Niederlande                                         | – | Dänemark    | 1:0 (1:0) |
| Montag, 24. Juli 2017 um 20:45 Uhr in Tilburg       |   |             |           |
| Belgien                                             | – | Niederlande | 1:2 (0:1) |
| Montag, 24. Juli 2017 um 20:45 Uhr in Deventer      |   |             |           |
| Norwegen                                            | – | Dänemark    | 0:1 (0:1) |

### Gruppe B

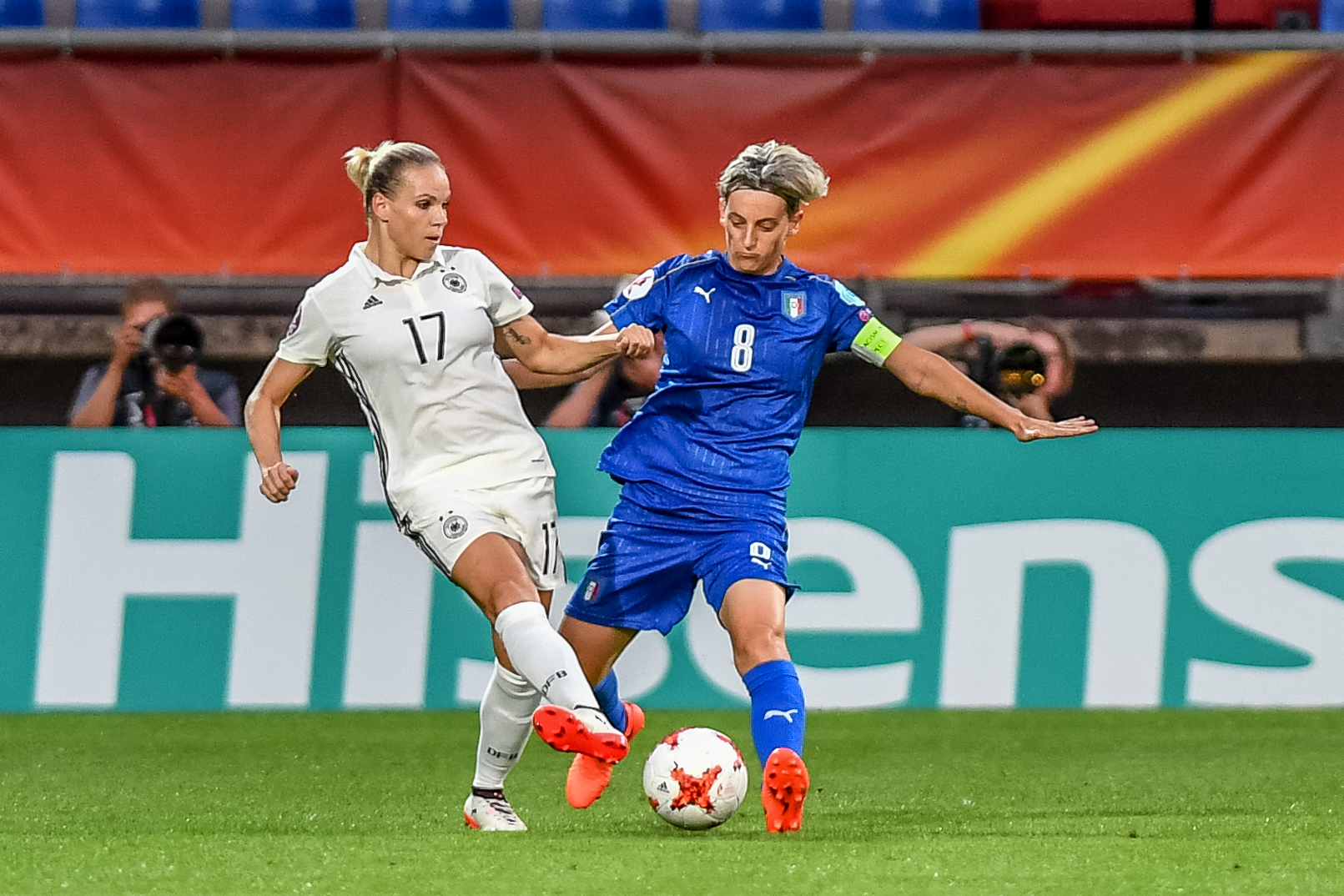
Isabel Kerschowski (GER) und Melania Gabbiadini (ITA) im Gruppenspiel Deutschland vs Italien

| Pl.                                                                              | Land        | Sp. | S | U | N | Tore    | Diff. | Punkte |
| -------------------------------------------------------------------------------- | ----------- | --- | - | - | - | ------- | ----- | ------ |
| 1.                                                                               | Deutschland | 3   | 2 | 1 | 0 | 004:100 | +3    | 07     |
| 2.                                                                               | Schweden    | 3   | 1 | 1 | 1 | 004:300 | +1    | 04     |
| 3.                                                                               | Russland    | 3   | 1 | 0 | 2 | 002:500 | −3    | 03     |
| 4.                                                                               | Italien     | 3   | 1 | 0 | 2 | 005:600 | −1    | 03     |
| Anmerkung: Für Platz 3 und 4 ist der direkte Vergleich maßgeblich (siehe Modus). |             |     |   |   |   |         |       |        |

|                                                    |   |             |           |
| Montag, 17. Juli 2017 um 18:00 Uhr in Rotterdam    |   |             |           |
| Italien                                            | – | Russland    | 1:2 (0:2) |
| Montag, 17. Juli 2017 um 20:45 Uhr in Breda        |   |             |           |
| Deutschland                                        | – | Schweden    | 0:0 (0:0) |
| Freitag, 21. Juli 2017 um 18:00 Uhr in Deventer    |   |             |           |
| Schweden                                           | – | Russland    | 2:0 (1:0) |
| Freitag, 21. Juli 2017 um 20:45 Uhr in Tilburg     |   |             |           |
| Deutschland                                        | – | Italien     | 2:1 (1:1) |
| Dienstag, 25. Juli 2017 um 20:45 Uhr in Utrecht    |   |             |           |
| Russland                                           | – | Deutschland | 0:2 (0:1) |
| Dienstag, 25. Juli 2017 um 20:45 Uhr in Doetinchem |   |             |           |
| Schweden                                           | – | Italien     | 2:3 (1:2) |

### Gruppe C

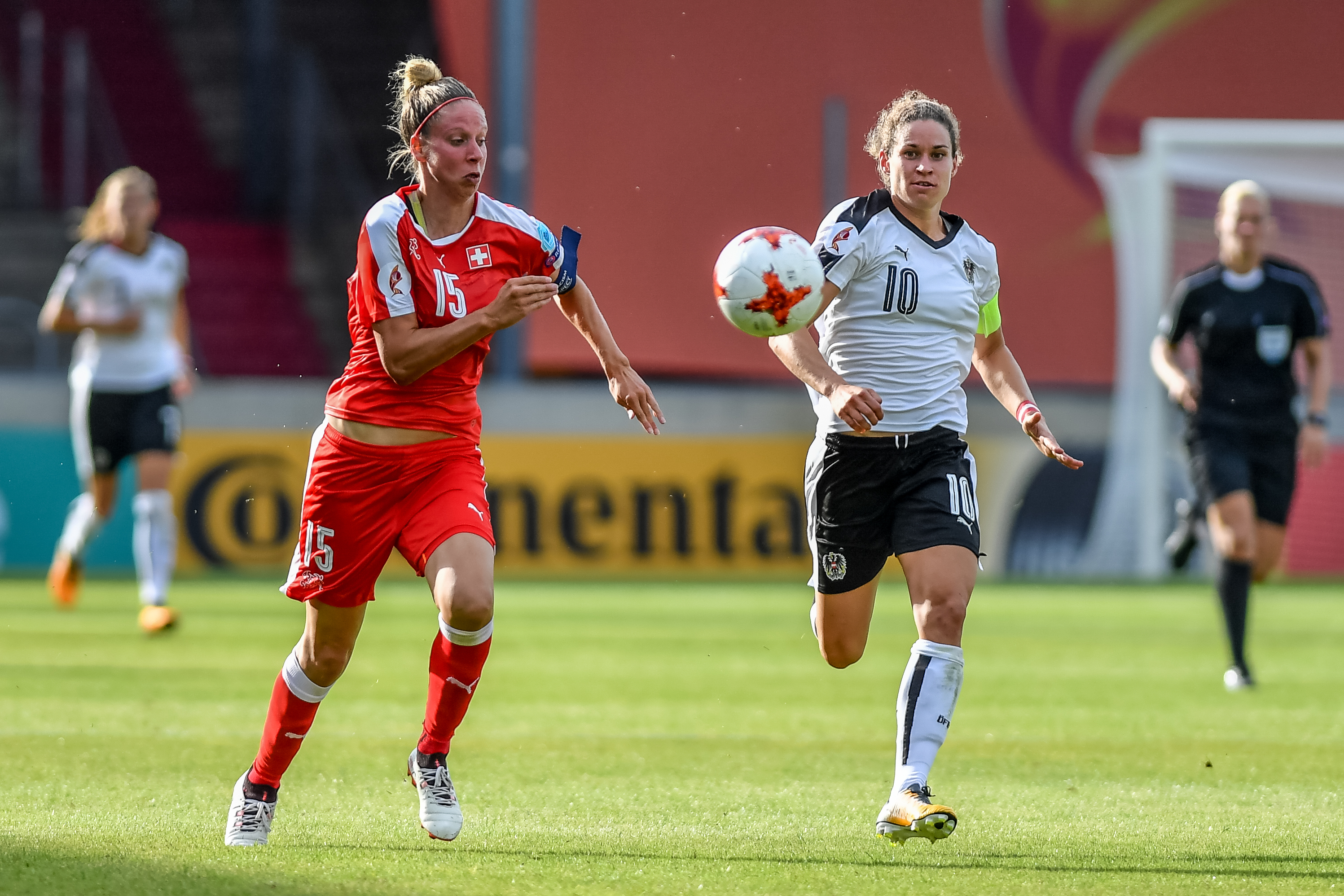
Caroline Abbe (SUI) und Nina Burger (AUT) beim Gruppenspiel Österreich vs Schweiz

| Pl. | Land       | Sp. | S | U | N | Tore    | Diff. | Punkte |
| --- | ---------- | --- | - | - | - | ------- | ----- | ------ |
| 1.  | Österreich | 3   | 2 | 1 | 0 | 005:100 | +4    | 07     |
| 2.  | Frankreich | 3   | 1 | 2 | 0 | 003:200 | +1    | 05     |
| 3.  | Schweiz    | 3   | 1 | 1 | 1 | 003:300 | ±0    | 04     |
| 4.  | Island     | 3   | 0 | 0 | 3 | 001:600 | −5    | 0      |

|                                                   |   |            |           |
| Dienstag, 18. Juli 2017 um 18:00 Uhr in Deventer  |   |            |           |
| Österreich                                        | – | Schweiz    | 1:0 (1:0) |
| Dienstag, 18. Juli 2017 um 20:45 Uhr in Tilburg   |   |            |           |
| Frankreich                                        | – | Island     | 1:0 (0:0) |
| Samstag, 22. Juli 2017 um 18:00 Uhr in Doetinchem |   |            |           |
| Island                                            | – | Schweiz    | 1:2 (1:1) |
| Samstag, 22. Juli 2017 um 20:45 Uhr in Utrecht    |   |            |           |
| Frankreich                                        | – | Österreich | 1:1 (0:1) |
| Mittwoch, 26. Juli 2017 um 20:45 Uhr in Breda     |   |            |           |
| Schweiz                                           | – | Frankreich | 1:1 (1:0) |
| Mittwoch, 26. Juli 2017 um 20:45 Uhr in Rotterdam |   |            |           |
| Island                                            | – | Österreich | 0:3 (0:2) |

### Gruppe D

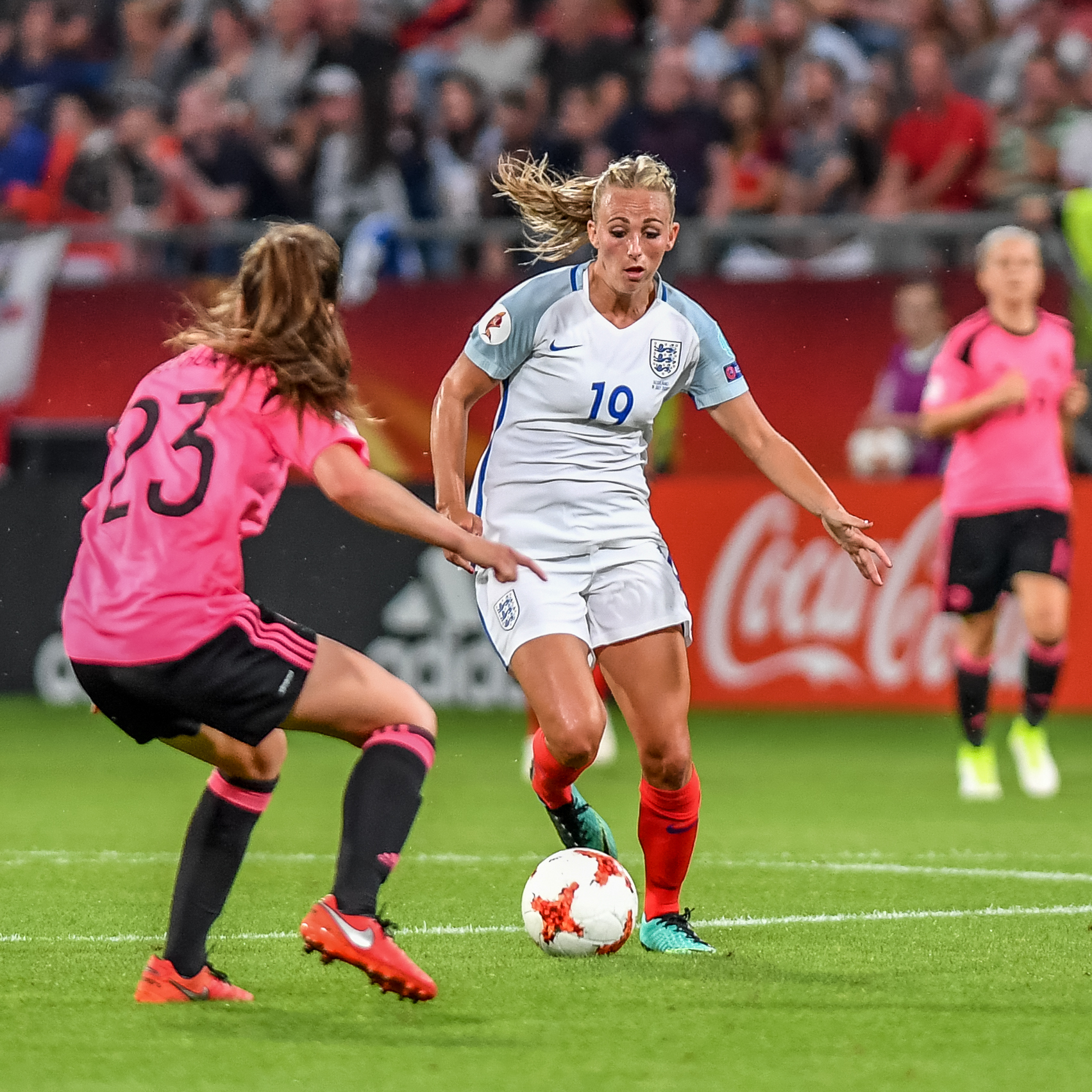
Chloe Arthur (SCO) und Toni Duggan (ENG) beim Gruppenspiel England vs Schottland

| Pl.                                                                                 | Land       | Sp. | S | U | N | Tore    | Diff. | Punkte |
| ----------------------------------------------------------------------------------- | ---------- | --- | - | - | - | ------- | ----- | ------ |
| 1.                                                                                  | England    | 3   | 3 | 0 | 0 | 010:100 | +9    | 09     |
| 2.                                                                                  | Spanien    | 3   | 1 | 0 | 2 | 002:300 | −1    | 03     |
| 3.                                                                                  | Schottland | 3   | 1 | 0 | 2 | 002:800 | −6    | 03     |
| 4.                                                                                  | Portugal   | 3   | 1 | 0 | 2 | 003:500 | −2    | 03     |
| Anmerkung: Für Platz 2, 3 und 4 ist der direkte Vergleich maßgeblich (siehe Modus). |            |     |   |   |   |         |       |        |

|                                                    |   |            |           |
| Mittwoch, 19. Juli 2017 um 18:00 Uhr in Doetinchem |   |            |           |
| Spanien                                            | – | Portugal   | 2:0 (2:0) |
| Mittwoch, 19. Juli 2017 um 20:45 Uhr in Utrecht    |   |            |           |
| England                                            | – | Schottland | 6:0 (3:0) |
| Sonntag, 23. Juli 2017 um 18:00 Uhr in Rotterdam   |   |            |           |
| Schottland                                         | – | Portugal   | 1:2 (1:1) |
| Sonntag, 23. Juli 2017 um 20:45 Uhr in Breda       |   |            |           |
| England                                            | – | Spanien    | 2:0 (1:0) |
| Donnerstag, 27. Juli 2017 um 20:45 Uhr in Tilburg  |   |            |           |
| Portugal                                           | – | England    | 1:2 (1:1) |
| Donnerstag, 27. Juli 2017 um 20:45 Uhr in Deventer |   |            |           |
| Schottland                                         | – | Spanien    | 1:0 (1:0) |

## Finalrunde

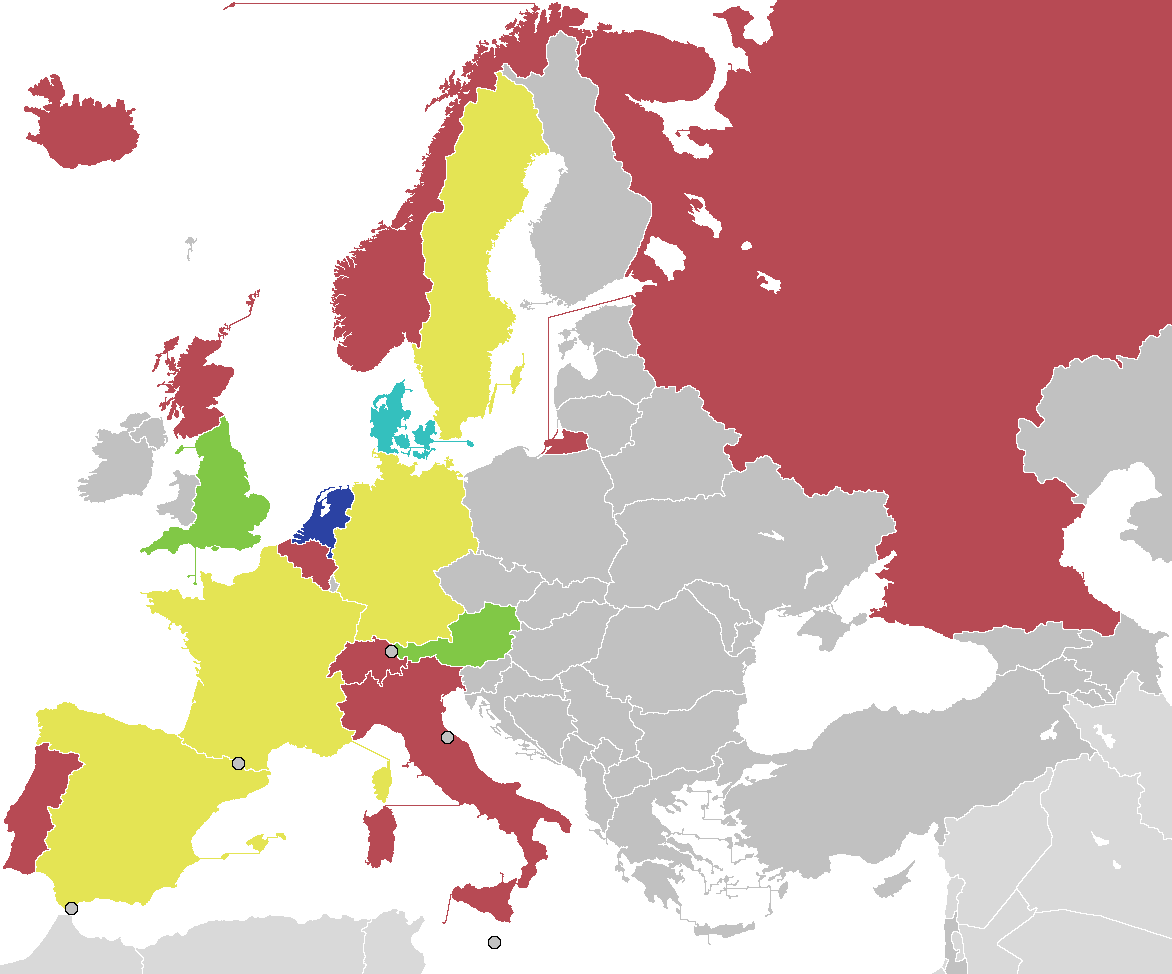

| Europameister Finale Halbfinale Viertelfinale Vorrunde |

### Übersicht
|  | Viertelfinale | Viertelfinale |             |         | Halbfinale | Halbfinale |  |  | Finale | Finale |
|  |               |               |             |         |            |            |  |  |        |        |
|  | Niederlande   | 2             |             |         |            |            |  |  |        |        |
|  | Schweden      | 0             |             |         |            |            |  |  |        |        |
|  | Schweden      | 0             | Niederlande | 3       |            |            |  |  |        |        |
|  |               |               | Niederlande | 3       |            |            |  |  |        |        |
|  |               | England       | 0           |         |            |            |  |  |        |        |
|  | England       | England       | 0           | 1       |            |            |  |  |        |        |
|  | England       |               |             | 1       |            |            |  |  |        |        |
|  | Frankreich    | 0             |             |         |            |            |  |  |        |        |
|  |               |               | Niederlande | 4       |            |            |  |  |        |        |
|  |               | Dänemark      | 2           |         |            |            |  |  |        |        |
|  | Deutschland   | 1             |             |         |            |            |  |  |        |        |
|  | Dänemark      | 2             |             |         |            |            |  |  |        |        |
|  | Dänemark      | 2             | Dänemark    | E0 (3)E |            |            |  |  |        |        |
|  |               |               | Dänemark    | E0 (3)E |            |            |  |  |        |        |
|  |               | Österreich    | 0 (0)       |         |            |            |  |  |        |        |
|  | Österreich    | Österreich    | 0 (0)       | E0 (5)E |            |            |  |  |        |        |
|  | Österreich    |               |             | E0 (5)E |            |            |  |  |        |        |
|  | Spanien       | 0 (3)         |             |         |            |            |  |  |        |        |

E Sieg im Elfmeterschießen

### Viertelfinale
|                                                    |   |            |                      |
| Samstag, 29. Juli 2017 um 18:00 Uhr in Doetinchem  |   |            |                      |
| Niederlande                                        | – | Schweden   | 2:0 (1:0)            |
| Sonntag, 30. Juli 2017 um 12:00 Uhr in Rotterdam 1 |   |            |                      |
| Deutschland                                        | – | Dänemark   | 1:2 (1:0)            |
| Sonntag, 30. Juli 2017 um 18:00 Uhr in Tilburg     |   |            |                      |
| Österreich                                         | – | Spanien    | 0:0 n. V., 5:3 i. E. |
| Sonntag, 30. Juli 2017 um 20:45 Uhr in Deventer    |   |            |                      |
| England                                            | – | Frankreich | 1:0 (0:0)            |

### Halbfinale

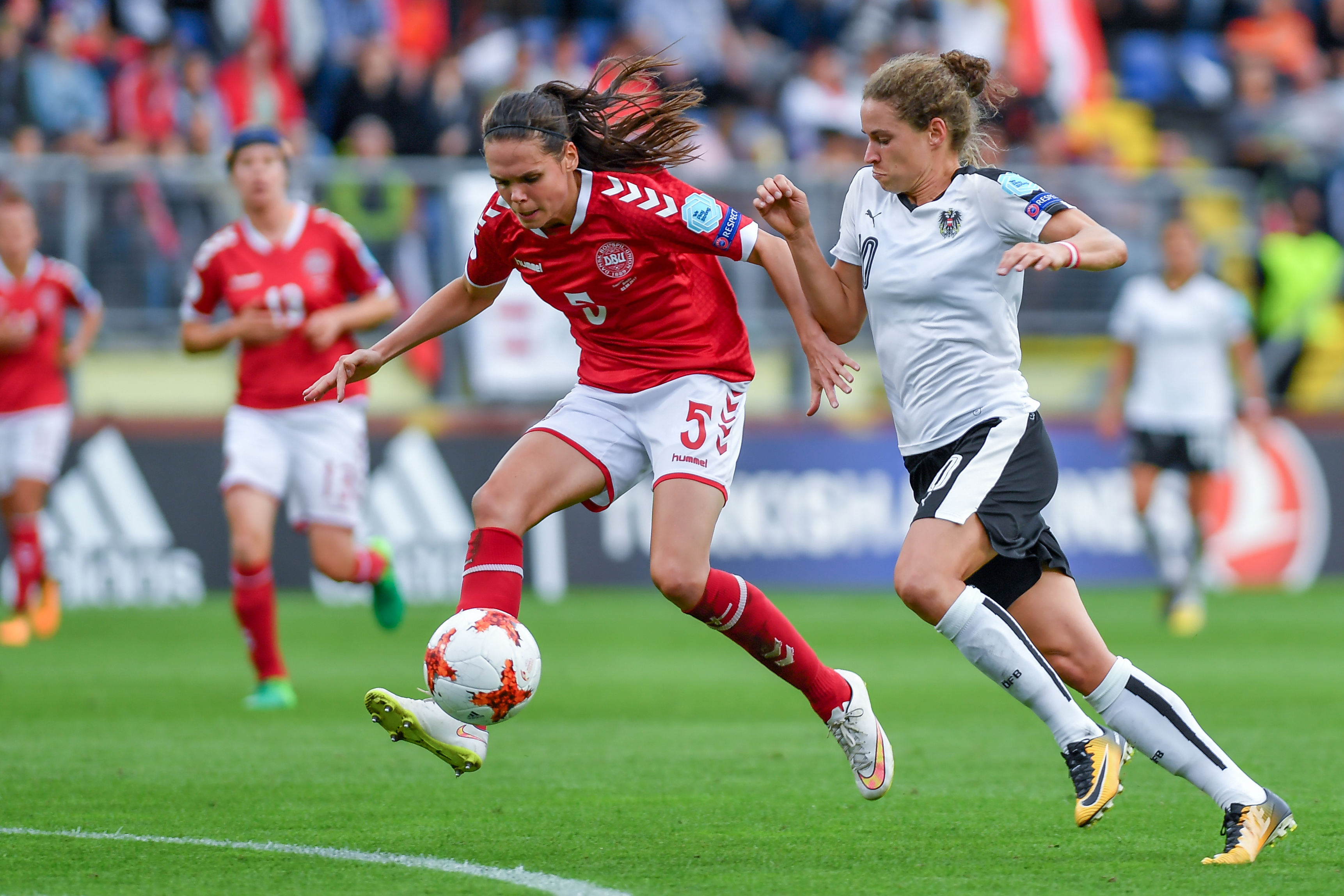
Simone Boye Sorensen (DEN) und Nina Burger (AUT) beim Halbfinale

|                                                     |   |            |                      |
| Donnerstag, 3. August 2017 um 18:00 Uhr in Breda    |   |            |                      |
| Dänemark                                            | – | Österreich | 0:0 n. V., 3:0 i. E. |
| Donnerstag, 3. August 2017 um 20:45 Uhr in Enschede |   |            |                      |
| Niederlande                                         | – | England    | 3:0 (1:0)            |

### Finale
|                                                  |   |          |           |
| Sonntag, 6. August 2017 um 17:00 Uhr in Enschede |   |          |           |
| Niederlande                                      | – | Dänemark | 4:2 (2:2) |

## Beste Torschützinnen

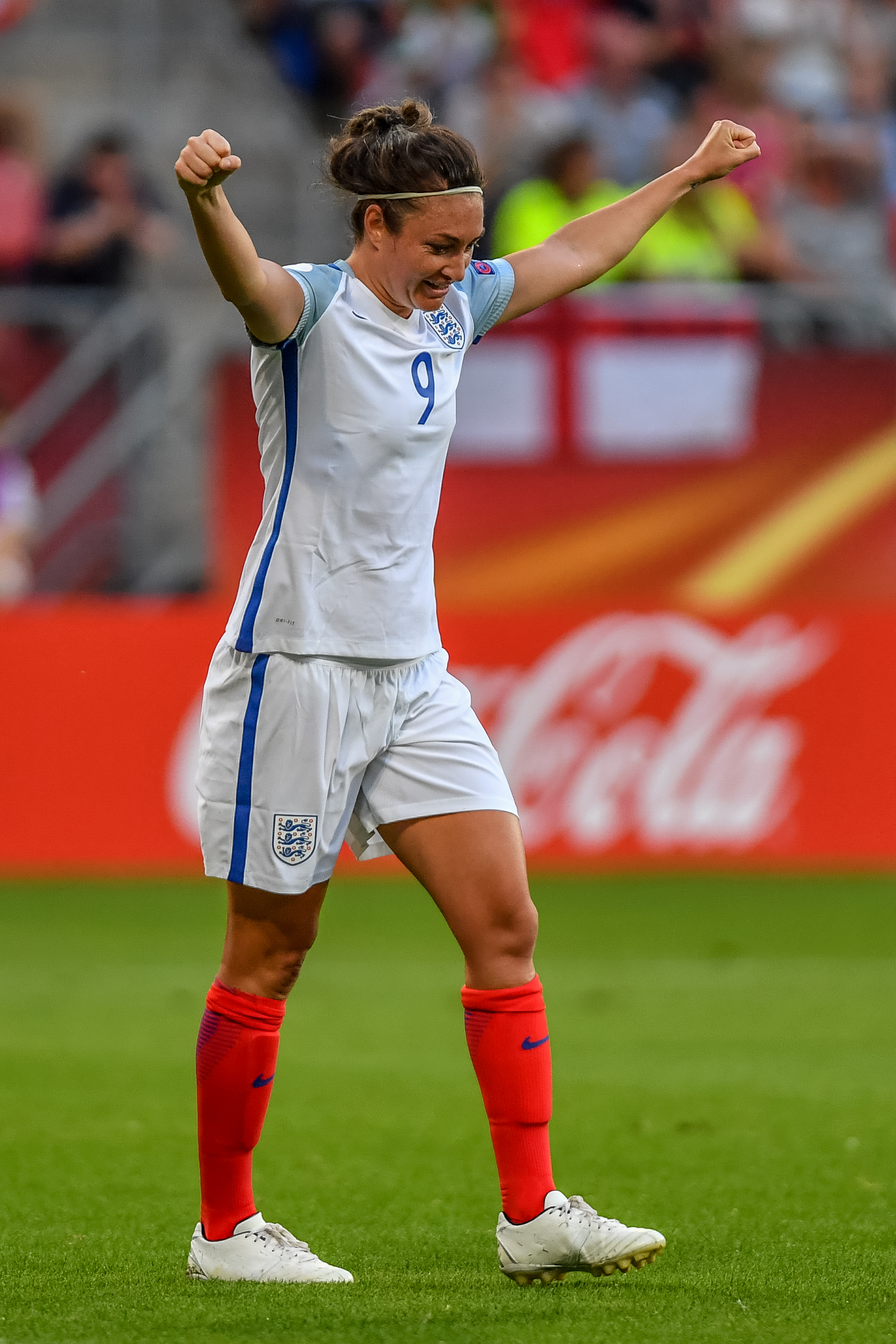
Jodie Taylor im Gruppenspiel gegen Schottland

Nachfolgend aufgelistet sind die besten Torschützinnen der Endrunde. Die Sortierung erfolgt nach Anzahl der geschossenen Tore, bei gleicher Trefferzahl sind die Vorlagen und danach die Spielminuten ausschlaggebend. Tore beim Elfmeterschießen nach Ablauf der Verlängerung zählen nicht.
| Rang | Spielerin              | Tore | Vorlagen | Spielminuten |
| ---- | ---------------------- | ---- | -------- | ------------ |
| 1    | Jodie Taylor           | 5    | 0        | 328          |
| 2    | Vivianne Miedema       | 4    | 0        | 536          |
| 3    | Lieke Martens          | 3    | 2        | 525          |
| 4    | Sherida Spitse         | 3    | 1        | 540          |
| 5    | Daniela Sabatino       | 2    | 0        | 083          |
| 6    | Ilaria Mauro           | 2    | 0        | 135          |
| 7    | Toni Duggan            | 2    | 0        | 146          |
| 8    | Carolina Mendes        | 2    | 0        | 165          |
| 9    | Stina Blackstenius     | 2    | 0        | 287          |
| 10   | Babett Peter           | 2    | 0        | 360          |
| 10   | Lotta Schelin          | 2    | 0        | 360          |
| 12   | Nina Burger            | 2    | 0        | 495          |
|      | …                      | …    | …        | …            |
| 15   | Sarah Zadrazil         | 1    | 2        | 392          |
| 19   | Ramona Bachmann        | 1    | 1        | 270          |
| 23   | Stefanie Enzinger      | 1    | 0        | 04           |
| 26   | Josephine Henning      | 1    | 0        | 135          |
| 28   | Isabel Kerschowski     | 1    | 0        | 180          |
| 29   | Lisa Makas             | 1    | 0        | 206          |
| 35   | Ana Maria Crnogorčević | 1    | 0        | 270          |
| 35   | Lara Dickenmann        | 1    | 0        | 270          |
| 40   | Dzsenifer Marozsán     | 1    | 0        | 360          |

## Gesperrte Spielerinnen
Folgende Spielerinnen waren im Turnierverlauf aufgrund disziplinarischer Strafen gesperrt:
- Maja Kildemoes für das Gruppenspiel gegen Norwegen nach der zweiten Gelben Karte im Spiel gegen die Niederlande
- Elisa Bartoli für das Gruppenspiel gegen Schweden nach der Gelb-Roten Karte im Spiel gegen Deutschland
- Rahel Kiwic für das Gruppenspiel gegen Island nach der Roten Karte im Spiel gegen Österreich
- Wendie Renard für das Viertelfinale gegen England nach der zweiten Gelben Karte im Spiel gegen die Schweiz
- Ève Périsset für das Viertelfinale gegen England nach der Roten Karte im Spiel gegen die Schweiz
- Jill Scott für das Halbfinale gegen die Niederlande nach der zweiten Gelben Karte im Viertelfinale gegen Frankreich

Ohne Wirkung:
- Lara Dickenmann nach der zweiten Gelben Karte im Spiel gegen Frankreich

## Schiedsrichterinnen
Am 22. Juni 2017 benannte die UEFA elf Schiedsrichterinnen, die Spiele bei der Endrunde leiteten. Unterstützt wurden die elf Unparteiischen von 21 Assistentinnen, dabei gab es wie in den Vorjahren üblich wechselnde Teams aus Hauptschiedsrichterin und Assistentinnen. Komplettiert wurde das Feld von zwei Schiedsrichterinnen, die als Vierte Offizielle zum Einsatz kamen. Aus dem deutschsprachigen Raum wurden bei den Hauptschiedsrichterinnen Riem Hussein und Bibiana Steinhaus aus Deutschland sowie Esther Staubli aus der Schweiz nominiert. Mit Christina Biehl und Katrin Rafalski sind auch bei den Assistentinnen zwei deutsche Unparteiische nominiert worden, ebenso wie Belinda Brem aus der Schweiz. Für Bibiana Steinhaus und Kateryna Monsul war die Europameisterschaft 2017 nach den Endrunden 2009 und 2013 bereits die dritte Endrunde. Die Schiedsrichterinnen Kulcsár und Staubli pfiffen ebenfalls bei der EM 2013 Spiele. Carina Vitulano und Monika Mularczyk waren 2013 als Vierte Offizielle im Einsatz.
| Schiedsrichterinnen      |
| ------------------------ |
| Jana Adámková            |
| Stéphanie Frappart       |
| Riem Hussein             |
| Katalin Kulcsár          |
| Pernilla Larsson         |
| Kateryna Monsul          |
| Monika Mularczyk         |
| Anastassija Pustowoitowa |
| Esther Staubli           |
| Bibiana Steinhaus        |
| Carina Vitulano          |

| Assistentinnen          |
| ----------------------- |
| Lucia Abruzzese         |
| Oleksandra Ardeschewa   |
| Nicolet Bakker          |
| Christina Biehl         |
| Svetlana Bilić          |
| Belinda Brem            |
| Anna Dąbrowska          |
| Petruța Iugulescu       |
| Chrysoula Kourompylia   |
| Judit Kulcsár           |
| Jekaterina Kurotschkina |

| Assistentinnen     |
| ------------------ |
| Angela Kyriakou    |
| Sian Massey        |
| Manuela Nicolosi   |
| Michelle O’Neill   |
| Katrin Rafalski    |
| Lucie Ratajová     |
| Sanja Rođak-Karšić |
| Maryna Strilezka   |
| Mária Súkeníková   |
| Mihaela Țepușă     |

| Vierte Offizielle |
| ----------------- |
| Lorraine Clark    |
| Lina Lehtovaara   |

## Preisgelder
Die UEFA zahlte jeder teilnehmenden Mannschaft ein Startgeld von 300.000 Euro, das Erreichen des Viertelfinales wurde mit 500.000 Euro belohnt. Die Halbfinalisten erhielten 700.000 Euro, der Vizeeuropameister eine Million Euro und der neue Titelträger 1,2 Millionen Euro. Die Gesamtsumme von 8 Millionen Euro lag damit deutlich über den 2,2 Millionen Euro, die 2013 ausgeschüttet wurden.

## Fernsehübertragung
In Deutschland wurden die Spiele der deutschen Mannschaft sowie weitere ausgewählte Begegnungen von den öffentlich-rechtlichen Fernsehsendern Das Erste und ZDF sowie alle Spiele bei Eurosport übertragen. Von den 31 Begegnungen der Frauen-EM 2017 übertrug die ARD auf ihrem Hauptsender deren sieben. Weitere neun Spiele waren auf dem Spartenkanal One der ARD zu empfangen. Das ZDF übertrug das Eröffnungsspiel und das Finale, sowie vier weitere Spiele. Im Livestream von ARD und ZDF wurden die übrigen neun Spiele gezeigt.
Eurosport zeigte alle Spiele live bei Eurosport 1 und Eurosport 2.
In Österreich wurden die Spiele der österreichischen Mannschaft in ORF eins übertragen, alle anderen auf ORF SPORT +. Um eine Übertragung des Gruppenspiels am 26. Juli zu ermöglichen, wurde am 20. Juli das ursprünglich zeitgleich um 20:45 Uhr angesetzte Qualifikationsspiel von FC Salzburg zur UEFA Champions League der Männer kurzfristig auf 18:45 Uhr vorverlegt.
In der Schweiz zeigte SRF zwei alle drei Gruppenspiele und eventuelle weitere Partien des Schweizer Nationalteams sowie – unabhängig vom Abschneiden der Schweizerinnen – ein Viertelfinale, beide Halbfinale und das Finale. Die Partien wurden von Paddy Kälin moderiert. Die Gruppenspiele der Schweizerinnen sowie einen Viertelfinale kommentierten Mario Gehrer mit Kathrin Lehmann als Expertin. Ab den Halbfinals waren abwechselnd Dani Kern und Manuel Köng als Kommentatoren im Einsatz, jeweils unterstützt durch Kathrin Lehmann.

## Maskottchen

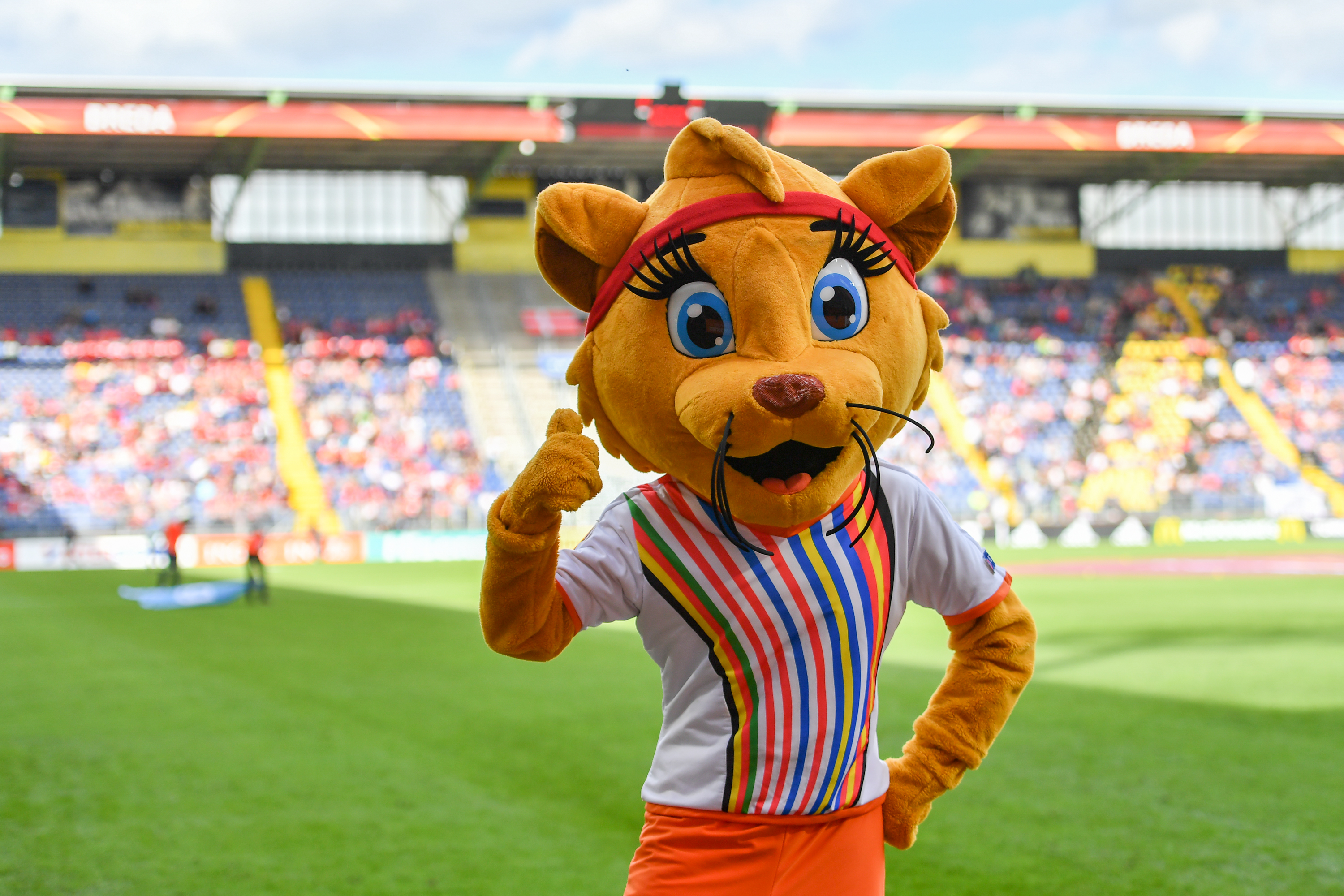
Kicky beim Halbfinale in Breda

Das offizielle Maskottchen der Fußball-EM der Frauen war das Löwenweibchen Kicky. Sie ist eine Anhängerin aller 16 teilnehmenden Mannschaften, im Gegensatz zu ihrem Freund, dem Löwenmännchen Dutchy, der ein Fan der „Oranje Leeuwinnen“ ist. Beide sind an die Löwen im Wappen der Niederlande angelehnt.

## Auswirkungen auf die FIFA-Weltrangliste
Durch den Titelgewinn verbesserten sich die Niederländerinnen in der am 1. September 2017 veröffentlichten FIFA-Weltrangliste um fünf Plätze auf Rang 7 und sind damit erstmals in den Top 10 platziert. Verbessern konnten sich ebenfalls Halbfinalist England (um zwei Plätze auf Rang 3 und die damit beste Platzierung der Engländerinnen), Finalgegner Dänemark (um drei Plätze auf Rang 12), Halbfinalist Österreich (um vier Plätze auf Rang 20 und damit erstmals in den Top 20), Portugal (um vier Plätze auf Rang 34), die Schweiz (um einen Platz auf Rang 16). Punkte und Positionen verloren Belgien, Frankreich und Island (je −1), Schottland und Schweden (je −2), Norwegen (−3) und Spanien (−4). Der entthronte Titelverteidiger Deutschland, Italien und Russland hielten zwar ihre Plätze, Deutschland hat mit 2077 Punkten aber so wenige Punkte wie nie zuvor.